# 上元 (唐肅宗)
上元（760年閏四月—761年九月）是唐肅宗的第三個年號，共计2年。
上元二年九月二十一日去年号，明年只称元年，以建子之月为岁首。

## 改元
- 乾元三年——閏四月十九日，改元上元元年。[3][4][5]
- 上元二年——九月二十一日，廢除年號，稱元年。[6][7][8]

## 逝世
唐代著名文學家王維於上元二年逝世。

## 紀年
| 上元 | 元年  | 二年  |
| ---- | ----- | ----- |
| 公元 | 760年 | 761年 |
| 干支 | 庚子  | 辛丑  |

## 同期存在的其他政权年号
- 中國
  - 順天（759年－761年）：安史之亂—領袖史思明之年號
  - 显圣（761年－763年）：安史之亂—領袖史朝義之年號
  - 黃龍（761年）：唐朝時期—軍閥領袖段子璋之年號
  - 正德（761年）：唐朝時期—岐王李珍之年號
  - 大興（738年－794年）：渤海—渤海文王大欽茂之年號
  - 贊普鍾（752年－768年）：南詔—領袖閣羅鳳之年號
- 日本
  - 天平宝字（757年－765年）：奈良時代—孝謙天皇、淳仁天皇、稱德天皇之年號

## 參看
- 中國年號索引
- 其他使用上元年號的政權

## 文內注釋
1. ↑  李崇智，《中國歷代年號考》，第102頁。
2. ↑  《去上元年號大赦文》
3. ↑  劉昫.  . 维基文库.「〔乾元三年閏四月〕己卯，以星文變異，上御明鳳門，大赦天下，改乾元為上元。」
4. ↑  歐陽脩.  . 维基文库.「〔上元元年四月〕己卯，大赦，改元，賜文武官爵。」
5. ↑  司馬光.  . 维基文库.「〔上元元年閏四月〕己卯，赦天下，改元。」
6. ↑  劉昫.  . 维基文库.「〔上元二年〕九月壬午朔。壬辰，以太子賓客、集賢殿學士、昌黎伯韓擇木為禮部尚書。壬寅，制：……欽若昊天，定時成歲，《春秋》五始，義在體元，惟以紀年，更無潤色。至於漢武，飾以浮華，非前王之茂典，豈永代而作則。自今已後，朕號唯稱皇帝，其年號但稱元年，去上元之號。」
7. ↑  歐陽脩.  . 维基文库.「〔上元二年〕九月壬寅，大赦，去『乾元大聖光天文武孝感』號，去『上元』號，稱元年，以十一月為歲首，月以斗所建辰為名。」
8. ↑  司馬光.  . 维基文库.「〔上元二年九月〕壬寅，制去尊號，但稱皇帝；去年號，但稱元年；以建子月為歲首，月皆以所建為數；因赦天下。」